# Ceriana binominata
Ceriana binominata är en tvåvingeart som först beskrevs av George Henry Verrall 1901.  Ceriana binominata ingår i släktet griffelblomflugor, och familjen blomflugor. Inga underarter finns listade i Catalogue of Life.